# Epigeneium gracilipes
Epigeneium gracilipes là một loài thực vật có hoa trong họ Lan. Loài này được (Burkill) Garay & G.A.Romero mô tả khoa học đầu tiên năm 1999.